# Líbico

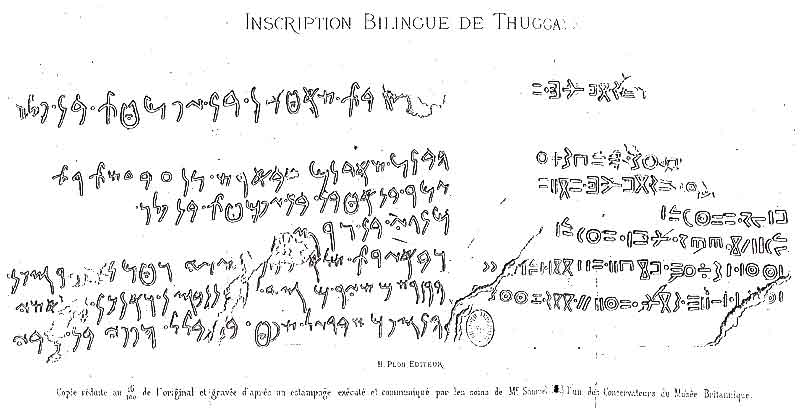
Inscrição bilíngue em líbico (númida) e púnico do século II a.C. encontrada em Duga

O líbico, também chamado númida, paleoberbere ou berbere antigo foi um conjunto de línguas, declinadas em vários dialetos, faladas pelas populações líbias da Antiguidade que viveram no Norte de África, das quais terão derivado as atuais línguas berberes. A designação é por vezes aplicada à família das modernas línguas berberes orientais.[carece de fontes?] O conjunto de sistemas de escrita usados para escrever essas línguas é designado escrita líbico-berbere.[carece de fontes?]
O líbico era uma língua afro-asiática. Na sua escrita foram usados vários alfabetos relacionados entre si que devem ter derivado de um único mais antigo, estritamente consonânticos e derivados do alfabeto fenício.[carece de fontes?] O uso da escrita líbico-berbere, encontrado em mais de mil documentos provenientes do Norte de África, no Sara e nas ilhas Canárias, é atestado desde o século IV a.C.. O alfabeto líbico-berbere é considerado o antepassado do atual tifinague, usado para escrever tuaregue e outras línguas berberes.[carece de fontes?]
As Inscrições em líbico conhecidas são principalmente funerárias e privadas, mas existem algumas inscrições públicas bilíngues, como por exemplo em Duga, nomeadamente em líbico e latim e líbico e púnico. Em contrapartida, não há quaisquer vestígios literários, pois o líbico era baseado em tradições orais com técnicas muito elaboradas de transmissão da língua. Não obstante haver alguns vestígios bilíngues e as filiações potenciais com as línguas atuais, os especialistas só conseguiram decifrar a forma oriental do líbico, que provavelmente foi influenciado pelo púnico (a língua cartaginesa). Supõe-se que a forma ocidental, cujo alfabeto comporta 13 letras suplementares, seria mais primitiva.[carece de fontes?]
Há provas da existência do líbico até pelo menos o fim do período romano, conhecendo-se inscrições de 201 d.C. nas paredes do castro romano de Bu Njem e símbolos gravados num vaso do século IV encontrado em Tiddis. Esta persistência deve-se muito provavelmente ao facto dos romanos terem dificuldade em compreender e falar o líbico. para designar-se a língua líbica desse tempo usa-se o termo neolíbico, para distinguir as evoluções linguísticas, nomeadamente sob a influência púnica.[carece de fontes?]